# Daisy Fuentes
Daisy Fuentes (La Habana, 17 de noviembre de 1966) es una modelo presentadora y actriz cubana-estadounidense. Su padre es cubano y su madre española.

## Carrera
Trabajó para la cadena MTV y otras cadenas como presentadora. Fue presentadora de MTV Internacional, una serie bilingüe castellano-inglesa que destacaba lo último del género de música latina. Incluía vídeos y entrevistas. Participó dentro del primer grupo de video jockeys de MTV Latinoamérica en 1993.
Fue animadora de los certámenes Miss Universo de los años 1995 en Namibia, 2002 en Puerto Rico, 2003 en Panamá, 2004 en Ecuador y  Miss Estados Unidos en 1995 y el año 2003.
Lanzó su sexta fragancia en febrero de 2011 a través de las tiendas Kohl's. El perfume llamada Mysterio (1,7 oz) tendrá un precio de 39,50 dólares. Mysterio by Daisy Fuentes se unirá a sus otras cinco fragancias en los estantes en las tiendas Kohl's, junto con su línea de cuidado del cabello, línea de joyería, colección para el hogar, colección de accesorios y línea de ropa. Actúa en los infocomerciales de pilates de Winsor.

## Vida personal
Tuvo una relación con el cantante Luis Miguel, de quien se separó en 1998 luego de tres años de noviazgo. Apareció en el video «Cómo es posible que a mi lado» de Luis Miguel.
Contrajo matrimonio con el cantante y compositor Richard Marx en Aspen (Colorado) el 23 de diciembre de 2015.